# Máximo Paz (Santa Fe)
Máximo Paz es una localidad del departamento Constitución, provincia de Santa Fe, República Argentina. Se encuentra a la vera de la ruta provincial 90 entre los distritos de Alcorta y Santa Teresa. Dista 78,6 km de Rosario, 245 km de la capital provincial: la ciudad de Santa Fe y 70 km de la cabecera departamental: la ciudad de Villa Constitución. Se ubica a 12 km de la Ruta Nacional 178, conectándose con la ciudad bonaerense de Pergamino de la cual dista 75 km.
Fue fundada el 14 de enero de 1890 por Marcelo Paz, que dio al pueblo el nombre de su hermano Máximo, quien fuera Gobernador de la provincia de Buenos Aires.
La economía es agrícola-ganadera en mayor proporción y también existen algunas pequeñas fábricas de pocos empleados.
Cuenta con niveles de enseñanza Preescolar, Primario, Secundario y Terciario.
En otros tiempos fue Capital provincial del Carnaval, pero en 2005 ese evento no reviste la importancia de antaño.

## Fiestas patronales
Todos los 29 de septiembre se llevan a cabo las fiestas patronales. Su Santo Patrono es "San Miguel Arcángel".

## Población
Cuenta con 3441 habitantes (Indec, 2010), lo que representa un incremento del 0,4% frente a los 3427 habitantes (Indec, 2001) del censo anterior.
| Gráfica de evolución demográfica de Máximo Paz entre 1980 y 2010 |
|                                                                  |
| Fuente: censos nacionales del INDEC                              |

## Ferrocarril
- Máximo Paz.

## Parajes
- Campo Croccenzi
- Colonia Alcorta
- Colonia La Lectura
- Colonia La Placense
- Colonia Norte
- Colonia Othil

## Grito de Alcorta
El 25 de junio de 1912, los colonos y el Cura Párroco Netri de la localidad, junto con los de Alcorta, comenzaron una huelga de 45 días (Grito de Alcorta), logrando que más de 100.000 agricultores de las provincias de Bs. As., La Pampa y la propia Santa Fe se adhirieran.